# Dicranomyia (Dicranomyia) pallidinota
Dicranomyia (Dicranomyia) pallidinota is een tweevleugelige uit de familie steltmuggen (Limoniidae). De soort komt voor in het Palearctisch gebied.